# Svinošice
Svinošice är en ort i Tjeckien.   Den ligger i distriktet Okres Blansko och regionen Södra Mähren, i den östra delen av landet, 180 km sydost om huvudstaden Prag. Svinošice ligger 375 meter över havet och antalet invånare är 264.
Terrängen runt Svinošice är kuperad österut, men västerut är den platt. Runt Svinošice är det mycket tätbefolkat, med 1 411 invånare per kvadratkilometer. Närmaste större samhälle är Brno, 15,6 km söder om Svinošice. I omgivningarna runt Svinošice växer i huvudsak blandskog.